# 大門和彦
大門 和彦（だいもん かずひこ、1965年5月31日 - ）は、京都府宇治市出身の元プロ野球選手（投手）、実業家。右投右打。

## 来歴・人物
東宇治高では3年夏に府大会で36回を投げて18回連続を含む35奪三振、1983年のプロ野球ドラフト会議で横浜大洋ホエールズから4位指名を受け入団。長身の本格派右腕で当時のチームのエース遠藤一彦にそっくりな流麗なフォームも有ってか「遠藤二世」と大きく期待された。
プロ3年目の1986年に一軍初登板を果たし、フォークボールを武器に主に先発で活躍した。また投手ながらバッティングが得意で、自ら先発した試合で3安打を放ち、しかも勝利投手にもなっており、1989年8月に下関球場で行われたヤクルトとの公式戦では、川崎憲次郎から本塁打も放っている。1991年5月29日の対中日戦では5打数4安打3打点を記録し、9回2失点で完投勝利している。主に先発の4～5番手でローテーション入りを目されるもシーズン10勝に届かなかった。
一軍登板なしに終わった1993年オフ、高木豊、屋鋪要、松本豊、市川和正、山崎賢一とともに突然の戦力外通告を受ける。大門は自由契約になり阪神タイガースへ移籍したが、翌1994年は僅か5試合の登板に留まり同年限りで現役を引退した。
引退後は、大門と同時に横浜から戦力外となり先に引退していた市川の紹介で保険会社のソニー生命保険に入社した。営業マンとして成績を上げて2002年に独立し、生命保険代理店の「アイディーリンク」を設立した。保険業以外にも整骨院や障害者就労支援事業を手掛けている。
またプロ野球OBとして少年野球教室などで指導している。2010年に「京都ブラックス野球協会」（ヤングリーグ）を立ち上げ、監督として3回の全国大会出場を果たしている（2015年4月現在）。

## エピソード
1990年6月24日の横浜スタジアムでの対広島戦でロデリック・アレンの体近くに投球し、激怒したアレンが大門を追いかけた際に、逃げる際の3段階でアップになる大門のホラーな顔表情と、アレンとマイク・ヤングに追いかけられ必死に外野まで逃げるシーンがフジテレビの『プロ野球珍プレー好プレー大賞』で面白おかしく取り上げられた。この年は同番組にメインでインタビューを受けることもあった。
上記のアレンへの投球をめぐるエピソードだが乱闘となる前にアレンのホームでのタックルをめぐって大洋監督の須藤豊をはじめとして大洋側が怒りをあらわにし、9回、マウンドへ上がる直前に大門へコーチから「分かってるだろうな、お前（ぶつけろ）」と指示がだされた。大門はいざ乱闘となった場合の事、当ててもさほど痛くない場所の事を考えながら投球し、それが上記のエピソードへ発展する。試合後、大門は涙を流して悔しさをあらわにする。大門はこの時先発ローテーションから外れており、この試合をチャンスにしようとしていた。しかし、思わぬ形で乱闘の要員にされた為悔しさが残ったという。
通算勝敗は負け越しているが、中日ドラゴンズ戦には強く、通算で10勝9敗と勝ち越しをしている。また阪神戦でも1989年に年間4勝を挙げている（阪神戦の通算成績は8勝10敗）。
中学2年の時に受けたツベルクリン注射の結果が悪く、8ヶ月間の運動停止を言い渡されてその間は野球はおろか体育の授業さえも受けることができなかったが、幸いにも3年の春の大会には間に合うことができた。

## 詳細情報

### 年度別投手成績
| 年 度     | 球 団     | 登 板 | 先 発 | 完 投 | 完 封 | 無 四 球 | 勝 利 | 敗 戦 | セ 丨 ブ | ホ 丨 ル ド | 勝 率 | 打 者 | 投 球 回 | 被 安 打 | 被 本 塁 打 | 与 四 球 | 敬 遠 | 与 死 球 | 奪 三 振 | 暴 投 | ボ 丨 ク | 失 点 | 自 責 点 | 防 御 率 | W H I P |
| --------- | --------- | ----- | ----- | ----- | ----- | -------- | ----- | ----- | -------- | ----------- | ----- | ----- | -------- | -------- | ----------- | -------- | ----- | -------- | -------- | ----- | -------- | ----- | -------- | -------- | ------- |
| 1986      | 大洋      | 28    | 19    | 1     | 0     | 0        | 4     | 8     | 0        | --          | .333  | 403   | 93.2     | 110      | 11          | 28       | 2     | 1        | 57       | 5     | 0        | 51    | 49       | 4.71     | 1.47    |
| 1987      | 大洋      | 27    | 8     | 2     | 1     | 1        | 2     | 5     | 0        | --          | .286  | 316   | 75.1     | 64       | 10          | 32       | 5     | 2        | 57       | 3     | 0        | 35    | 31       | 3.70     | 1.27    |
| 1988      | 大洋      | 32    | 13    | 1     | 0     | 0        | 6     | 6     | 1        | --          | .500  | 384   | 91.1     | 85       | 9           | 32       | 2     | 6        | 73       | 5     | 0        | 43    | 42       | 4.14     | 1.28    |
| 1989      | 大洋      | 34    | 25    | 4     | 1     | 1        | 8     | 13    | 1        | --          | .381  | 787   | 183.1    | 189      | 20          | 62       | 5     | 5        | 117      | 3     | 0        | 92    | 79       | 3.88     | 1.37    |
| 1990      | 大洋      | 27    | 14    | 5     | 1     | 0        | 8     | 5     | 0        | --          | .615  | 513   | 120.1    | 122      | 14          | 35       | 3     | 2        | 93       | 2     | 0        | 48    | 43       | 3.22     | 1.30    |
| 1991      | 大洋      | 42    | 17    | 3     | 1     | 0        | 6     | 8     | 0        | --          | .429  | 587   | 142.0    | 146      | 15          | 39       | 1     | 2        | 95       | 3     | 0        | 57    | 55       | 3.49     | 1.30    |
| 1992      | 大洋      | 38    | 7     | 0     | 0     | 0        | 2     | 6     | 1        | --          | .250  | 373   | 87.1     | 88       | 12          | 29       | 1     | 4        | 55       | 0     | 1        | 41    | 39       | 4.02     | 1.34    |
| 1994      | 阪神      | 5     | 1     | 0     | 0     | 0        | 0     | 1     | 0        | --          | .000  | 58    | 13.2     | 14       | 2           | 4        | 1     | 1        | 11       | 0     | 1        | 8     | 8        | 5.27     | 1.32    |
| 通算：8年 | 通算：8年 | 233   | 104   | 16    | 4     | 2        | 36    | 52    | 3        | --          | .409  | 3421  | 807.0    | 818      | 93          | 261      | 20    | 23       | 558      | 21    | 2        | 375   | 346      | 3.86     | 1.34    |

- 各年度の太字はリーグ最高

### 記録
- 初登板：1986年4月8日、対中日ドラゴンズ1回戦（ナゴヤ球場）、8回裏に3番手で救援登板・完了、1回無失点
- 初奪三振：同上、8回裏に牛島和彦から
- 初先発：1986年5月3日、対ヤクルトスワローズ4回戦（横浜スタジアム）、4回1/3を3失点（自責点2）で敗戦投手
- 初勝利・初先発勝利：1986年5月11日、対中日ドラゴンズ6回戦（ナゴヤ球場）、5回2/3を4失点
- 初完投勝利：1986年7月10日、対中日ドラゴンズ12回戦（横浜スタジアム）、9回1失点
- 初完封勝利：1987年9月9日、対中日ドラゴンズ22回戦（横浜スタジアム）
- 初セーブ：1988年8月23日、対阪神タイガース20回戦（草薙球場）、8回表に6番手で救援登板・完了、2回無失点

### 背番号
- 54 （1984年 - 1991年）
- 14 （1992年 - 1993年）
- 41 （1994年）